# Apollo Kids (singel)
Apollo Kids – trzeci singiel amerykańskiego rapera Ghostface Killaha wydany w 2000 roku nakładem Epic Records. Utwór został wyprodukowany przez Hassana, a gościnnie wystąpił Raekwon.
Singiel ukazał się na kompilacyjnym albumie Shaolin’s Finest.

## Lista utworów
Opracowano na podstawie źródła
Strona A
1. Apollo Kids (Radio Version) – 3:56
2. Apollo Kids (Instrumental)  – 3:56

Strona B
1. Apollo Kids (LP Version) – 3:54
2. Apollo Kids (A Cappella) – 3:26

## Sample
Opracowano na podstawie źródła
- "Cool Breeze" w wykonaniu Solomon Burkea.

## Notowania
| Notowanie                          | Pozycja |
| ---------------------------------- | ------- |
| Hot Rap Singles                    | 32      |
| Hot R&B/Hip-Hop Singles Sales      | 75      |
| Bubbling Under R&B/Hip-Hop Singles | 21      |